# 千河站
千河站是位于陕西省宝鸡市陈仓区千河镇的一个铁路车站，邮政编码721300。车站隶属西安铁路局宝鸡东站，是宝鸡铁路枢纽的区段站，主要进行换挂机车的无改编中转作业和以煤为代表的大宗货物装卸作业，设有通往南部大唐热电的专用线，此外还存放有部分宝鸡站始发终到客车体。
车站设有11条股道，包括7条到发线、3条正线：Ⅱ道、Ⅲ道及Ⅳ道。Ⅱ道为宝中线正线；Ⅲ道为宝中疏解线，南连虢镇站，北连机务折返段；Ⅳ道为宝中联络线，南连卧龙寺站, 北连机务折返段。